# Paneeraq Siegstad Munková
Paneeraq Hansine Judithe Karen Siegstad Munk (* 30. ledna 1977, Attu) je grónská luteránská duchovní. Od 1. prosince 2020 je biskupkou grónské diecéze Dánské národní církve.

## Životopis
Paneeraq Siegstad Munková se narodila 30. ledna 1977 v Attu.
Munková byla jedním ze dvou prvních lidí, kteří v roce 2001 dokončili bakalářský titul v oboru teologie na Grónské univerzitě. Ve své bakalářské práci se zabývala slučitelností příběhu o stvoření v Bibli a tradičních inuitských pověstí. V této době se také angažovala v Inuitské cirkumpolární radě. Poté zahájila kandidátská studia na Kodaňské univerzitě, která však přerušila, neboť byla 22. února 2004 vysvěcena v Aasiaatu. V parlamentních volbách v roce 2005 kandidovala za Inuit Ataqatigiit a získala 54 hlasů.
Poté působila jako farářka v různých městech, mimo jiné v Ittoqqortoormiitu a Aasiaatu. V roce 2017 konečně dokončila kandidátská studia v Kodani a téhož roku byla jmenována proboštkou v Kujataě. V říjnu 2020 byla zvolena jako jedna ze čtyř kandidátů na funkci grónské biskupky po Sofii Petersenové, které se ujala 1. prosince 2020. 
Po jejím zvolení se objevila obvinění, že se dopustila akademického pochybení v souvislosti se svou bakalářskou prací, konkrétně, že podváděla, ale ona i pracovníci univerzity to popřeli. Kvůli pandemii covidu-19 byla její oficiální přísaha odkládána. Nejprve se mělo svěcení konat 22. listopadu 2020, pak bylo odloženo na 1. srpna 2021, avšak bylo znovu odloženo. Nakonec byla vysvěcena 10. prosince 2021 a obřadu se zúčastnila i dánská královna Markéta II. Ve funkci se potýká zejména s úbytkem věřících.